# 金基申
金基申（法語：Guinkirchen，法語發音：[ɡinkiʁʃən]；洛林法兰克语：Gängkerchin）是法国摩泽尔省的一个市镇，属于福尔巴克-布莱摩泽尔区。

## 地理
金基申（49°12'23"N, 6°27'1"E）面积5.15 平方千米，位于法国大東部大區摩泽尔省，该省份为法国东北部内陆省份，是洛林的一部分，西南接默尔特-摩泽尔省，东临下莱茵省，北与卢森堡和德国接壤。
与金基申接壤的市镇（或旧市镇、城区）包括：比尔通库尔、沙勒维尔苏布瓦、戈姆朗日、安康日、梅冈日、鲁佩尔当日。

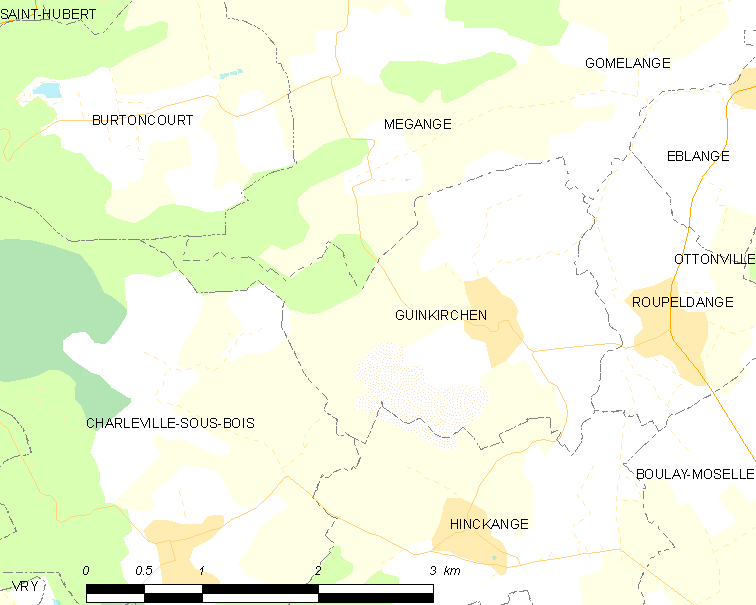
金基申的OSM定位图

金基申的时区为UTC+01:00、UTC+02:00（夏令时）。

## 行政
金基申的邮政编码为57220，INSEE市镇编码为57277。

## 政治
金基申所属的省级选区为布莱摩泽尔县。

## 人口

1962-2008年间金基申人口变化图示

金基申于2022年1月1日时的人口数量为143人。